# Magnetic Hill Zoo
Koordinaten: 46° 8′ 14,8″ N, 64° 53′ 5,4″ W
Der Magnetic Hill Zoo (franz. Zoo de Magnetic Hill, ehemals Magnetic Hill Game Farm) ist ein Zoo in Moncton, New Brunswick (Kanada), der 1953 gegründet wurde. Seit 1993 ist er Mitglied der Canada’s Accredited Zoos and Aquariums (CAZA).

## Geschichte
Die Gründung erfolgte 1953 als Magnetic Hill Game Farm, um indigene Tierarten im Falle einer Verletzung oder Verwaisung beherbergen zu können.
Mit der Übernahme durch die Stadt Moncton und der Umbenennung in Magnetic Hill Zoo 1979 begann die Ansiedlung von Endemiten und Exoten.

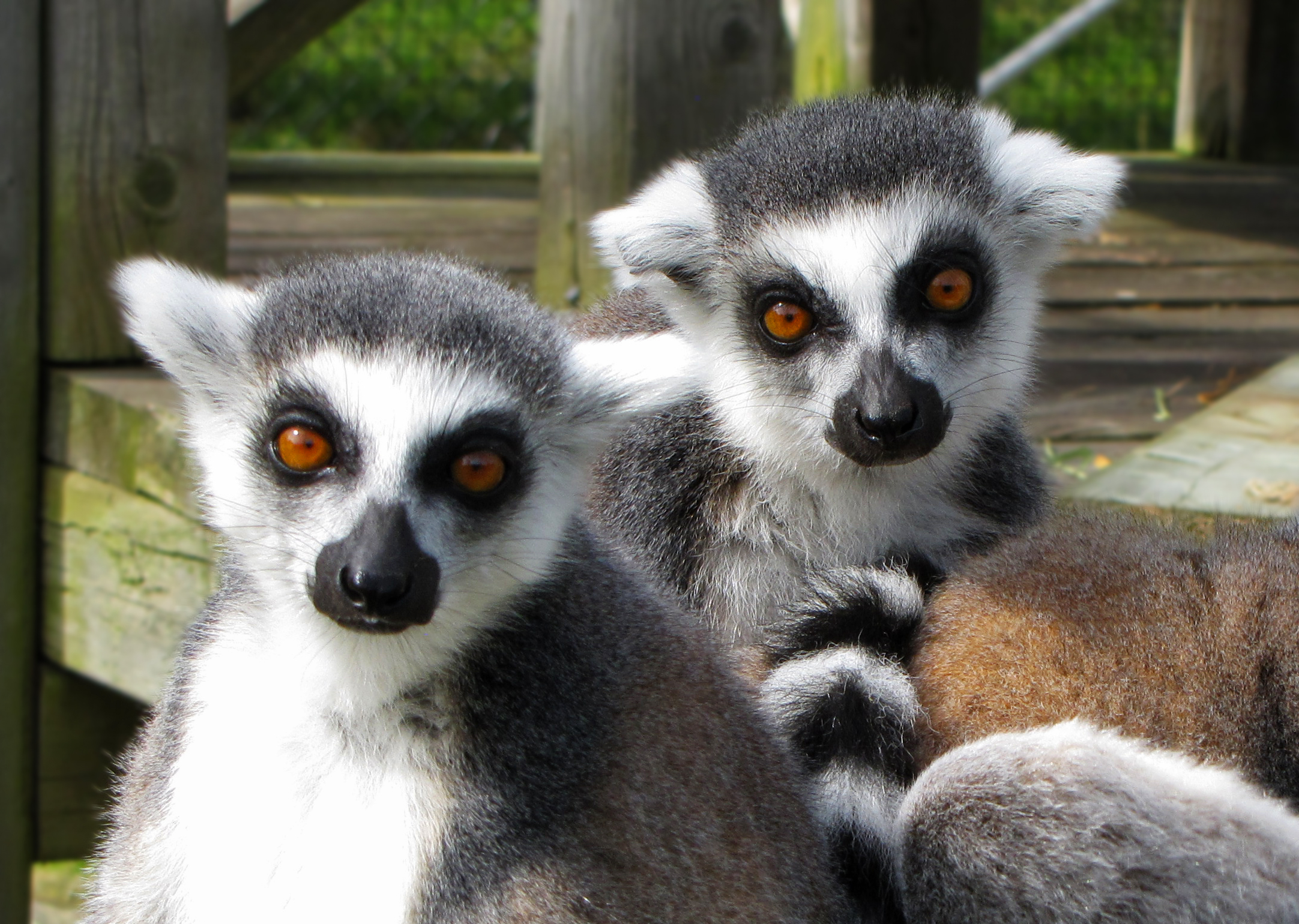
Katta
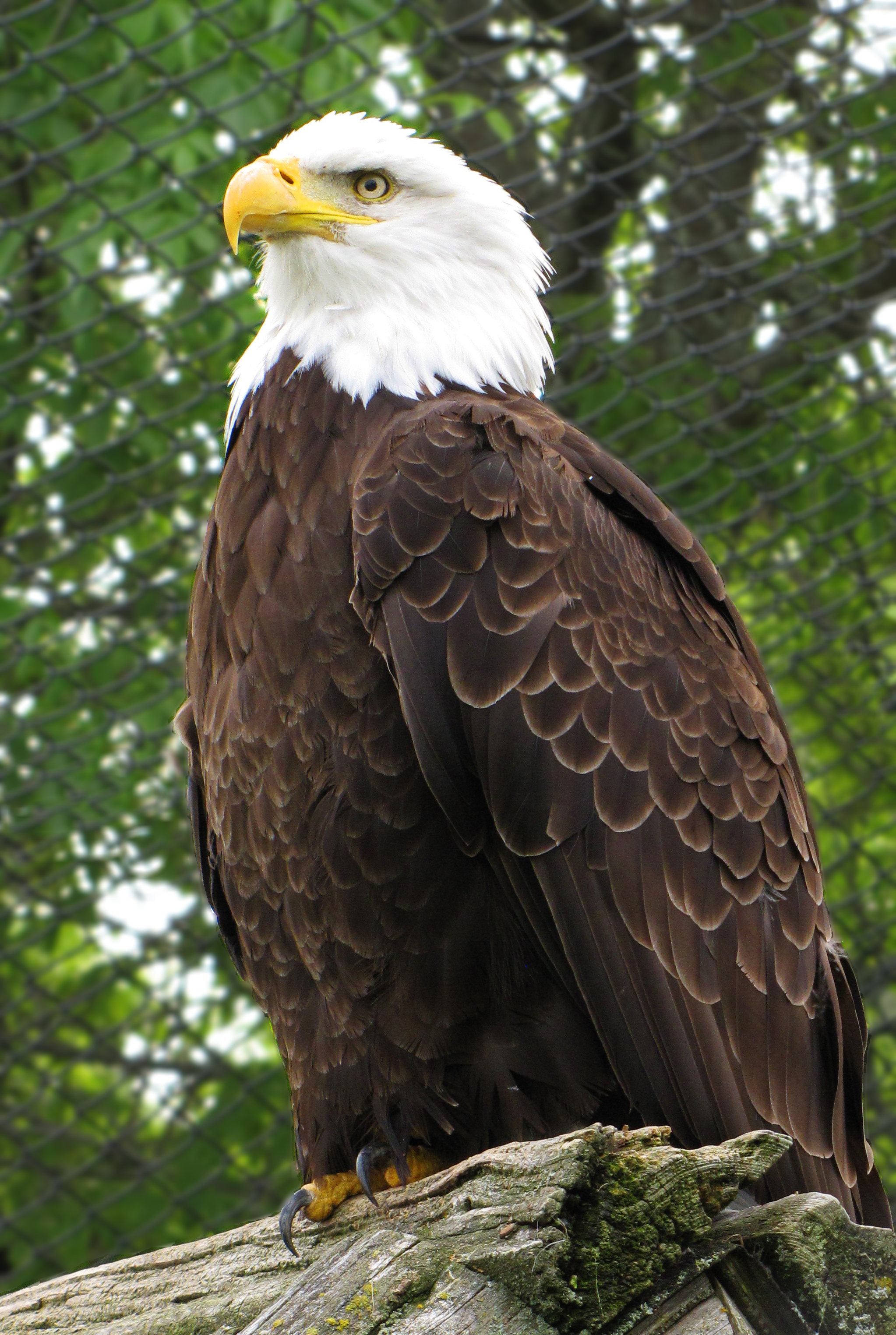
Weißkopfseeadler
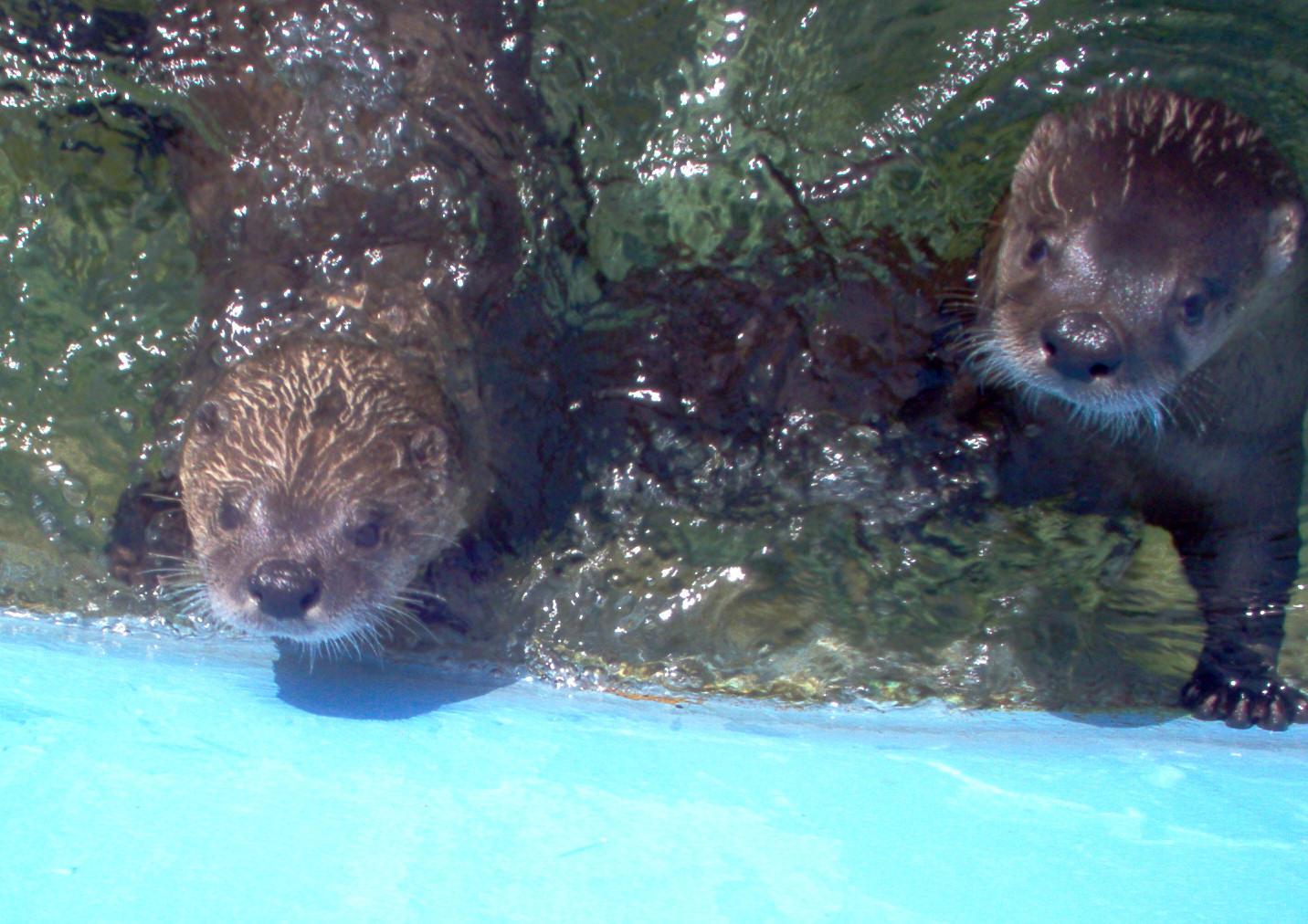
Otter

## Förderverein
Zur Sicherung und Erweiterung der Finanzierung erfolgte 1989 die Gründung des Fördervereins Friends of the Zoo (dt. Freunde des Zoos) durch drei Personen, Shirley Dingley, Deborah Fisher und Bruce Dougan. Fisher wurde später Direktorin des Zoos.
1992 wurde durch den Verein die Schaffung eines Bildungsprogrammes beschlossen, das bis 2015 zweifach ausgezeichnet wurde und neben Kursen zum Selbstlernen auch Klassenräume für Schulungen enthält.

## Auszeichnungen

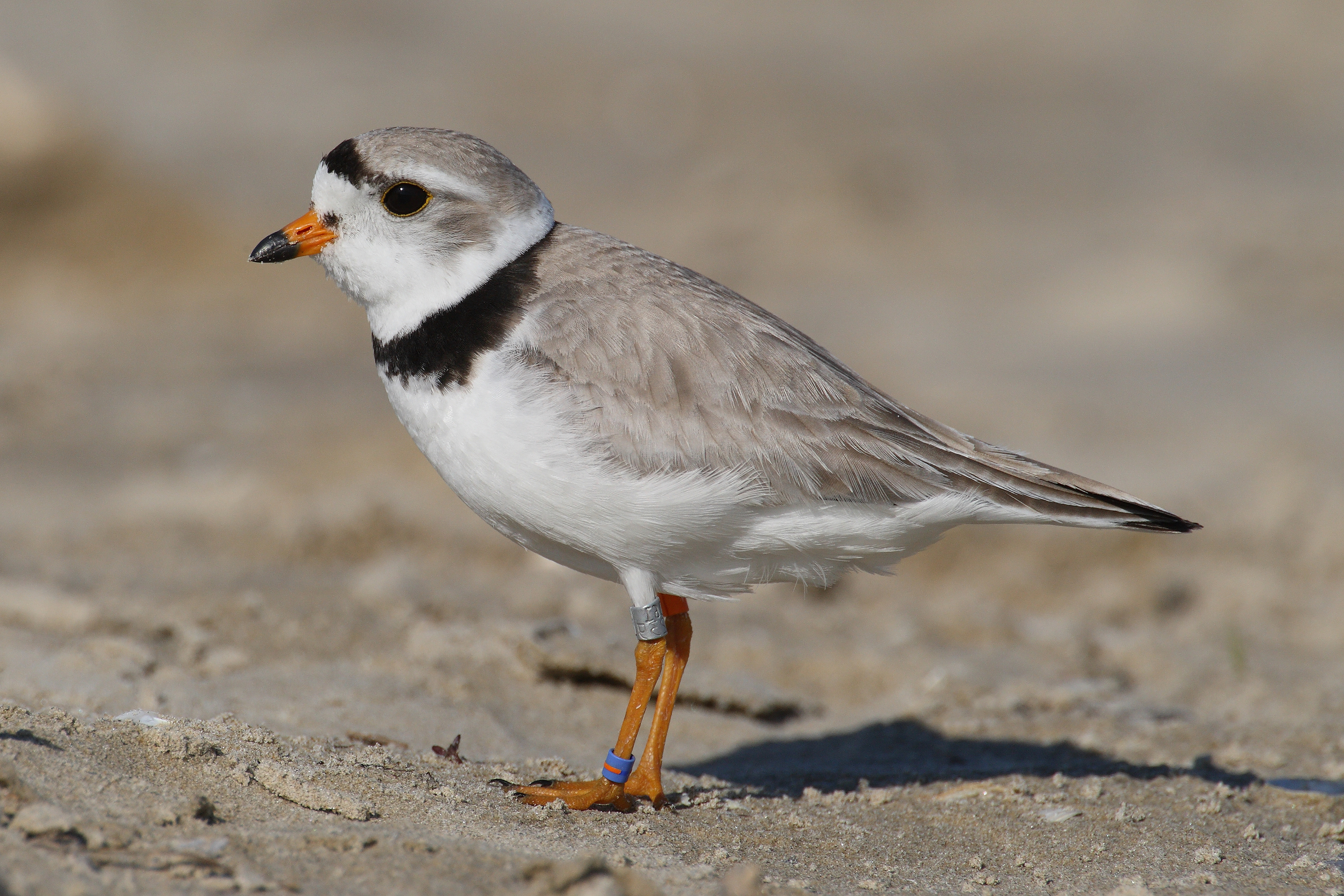
Ein Gelbfuß-Regenpfeifer

Für das Ecodome (etwa: Ökohalle) verlieh die CAZA dem Magnetic Hill Zoo 2003 den Environmental Enrichment Award (dt. Auszeichnung für Bereicherung der Umwelt), für das Löwen- und Straußengehege folgte diese Auszeichnung 2005. Die neu gebaute Einrichtung für Pumas wurde 2008, das Konzept für die Unterbringung von Jaguaren 2010 ebenfalls mit dem Award der CAZA ausgezeichnet.
2011 folgten drei weitere Preise:
- der „Col. G.D. Dailley Award“ für den Populationsschutz des Gelbfuß-Regenpfeifers
- der „Eleanore Oakes Award“ für das Bildungsangebot insgesamt
- der „Animal Care Professional Award“ für Verdienste um innovative Tierpflege, verliehen an Jamie Carson, späterer Kurator

Der Eleanore Oakes Award wurde 2003 erneut verliehen, dann für das „Keeper Camp“, einem Bildungsangebot für Jugendliche.
2008 wurde der Zoo auf Platz vier der besten Zoos Kanadas gewählt.
Das Logo des Zoos erreichte in einem Wettbewerb zwischen 3200 Teilnehmern den dritten Platz.